# Гранат, Владимир Васильевич
Влади́мир Васи́льевич Грана́т (род. 22 мая 1987, Улан-Удэ) — российский футболист, центральный и левый защитник; тренер.

## Карьера

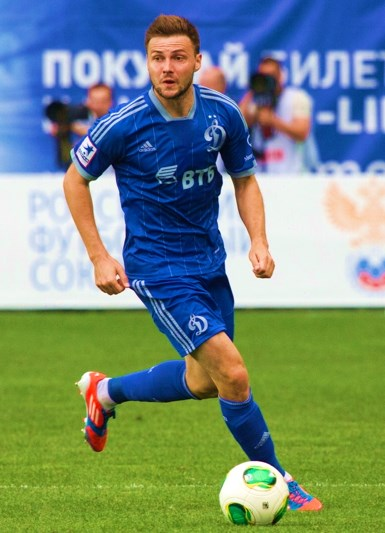
Гранат в составе «Динамо»

### Клубная
Стал заниматься футболом с 7 лет. Воспитанник футбольной школы «Локомотив» (Улан-Удэ). Первый тренер — Владимир Викторович Белобородов. В 2003 году Гранат получил приглашение из клуба «Звезда» Иркутск. В 2004 году провёл 5 матчей за «Звезду» в зоне «Восток» второго дивизиона. В 2005—2006 годах играл за дубль московского «Динамо» (44 игры, 2 гола), в августе 2006 года был отдан в аренду в клуб первого дивизиона «Сибирь». 18 марта 2007 года дебютировал в основном составе московского «Динамо» в Премьер-лиге. В скором времени Гранат стал основным игроком «Динамо», регулярно появляясь на позиции центрального или крайнего защитника. В 2013 году был назначен капитаном, однако в октябре 2014 года был переведён в дубль команды. Поскольку к этому моменту у Граната заканчивался контракт с «Динамо», то к нему стали проявлять интерес российские клубы, а его агент Трабукки начал подыскивать игроку клуб в Италии. Зимой 2015 года Гранат не появился ни на одном сборе «Динамо» и мог остаться без игровой практики до окончания контракта летом 2015 года. Однако в последний день зимнего трансферного окна перешёл на правах аренды до конца сезона 2014/15 в «Ростов». 3 марта 2015 года московский «Спартак» объявил о переходе Граната в команду по окончании сезона 2014/15 на правах свободного агента, контракт был рассчитан до июля 2019 года.. В «Спартаке» выступление игрока не задалось: сначала Гранат восстанавливался после травмы и отсутствия игровой практики, а затем, на какое-то время закрепившись в основном составе, потерял расположение главного тренера Дмитрия Аленичева и был выставлен на трансфер по окончании сезона 2015/16. С началом сезона 2016/17 Гранат был заявлен в ФНЛ за «Спартак-2» и провёл за команду несколько игр, в одной из которых, против своего бывшего клуба — «Динамо» — отличился голом. 31 августа 2016 года, несмотря на своё желание вернуться в основной состав «Спартака», в последний день летнего трансферного окна наряду с двумя другими спартаковцами Яковлевым и Паршивлюком покинул клуб по согласию сторон. В тот же день стало известно, что Гранат подписал контракт с клубом «Ростов».
В марте в мачте против «Манчестер Юнайтед» получил перелом ключицы в столкновении с Генрихом Мхитаряном и выбыл до конца сезона.
В июне 2017 года перешёл в «Рубин». Весной 2021 года играл за «Олимп-Долгопрудный» в ПФЛ. В феврале 2022 года вернулся в «Олимп-Долгопрудный» и сыграл 1 матч в первом дивизионе. В 2023 году — игрок любительской команды «Нэфис» Казань. Также играет в медиафутболе.
В феврале 2024 года присоединился к тренерскому штабу клуба «Строгино».

#### Инцидент 11 мая 2014 года
Во время матча 29-го тура чемпионата России 2013/14 в Санкт-Петербурге Гранат подвергся нападению выбежавшего на поле болельщика «Зенита» Алексея Нестерова по кличке Гулливер. В результате удара в голову футболист был госпитализирован с сотрясением мозга и подозрением на перелом челюсти. Против Нестерова было возбуждено уголовное дело по статье «побои», которое затем было переквалифицировано на статью «умышленное причинение легкого вреда здоровью». 15 мая Нестеров сдался властям и был арестован на 30 суток. 10 июня мировой суд закрыл уголовное дело в связи с примирением сторон.

### В сборных

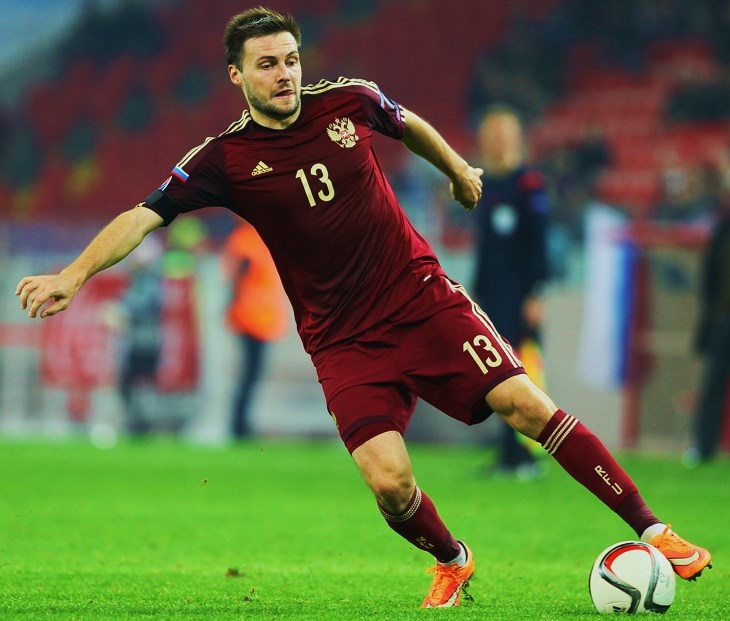

Привлекался в юношескую и молодёжную сборную России. 19 августа 2011 года был вызван в стан второй сборной России на матч с олимпийской сборной Беларуси.
11 мая 2012 года попал в расширенный состав основной сборной России на Евро-2012, а позже был включён в окончательную заявку сборной на турнир.
6 сентября 2013 года дебютировал в составе сборной в отборочном матче чемпионата мира-2014 против сборной Люксембурга, отыграл весь матч (победа 4:1).
3 сентября 2014 года забил первый гол за сборную после передачи Александра Самедова в товарищеском матче против сборной Азербайджана.
В октябре 2017 года после долгого перерыва был вызван в сборную на товарищеские матчи со сборными Южной Кореи и Ирана, однако оба матча был в запасе и на поле не появился.
3 июня 2018 года был включён в заявку сборной для участия в чемпионате мира 2018 года в России. Принял участие в игре 1/8 финала против Испании, выйдя на замену вместо Юрия Жиркова. В этом матче сборная обыграла испанцев по серии пенальти.

## Статистика

### Клубная
| Клуб                 | Сезон            | Лига | Лига | Кубки | Кубки | Еврокубки | Еврокубки | Итого | Итого |
| Клуб                 | Сезон            | Игры | Голы | Игры  | Голы  | Игры      | Голы      | Игры  | Голы  |
| -------------------- | ---------------- | ---- | ---- | ----- | ----- | --------- | --------- | ----- | ----- |
| Звезда (Иркутск)     | 2004             | 5    | 0    | 0     | 0     | —         | —         | 5     | 0     |
| Звезда (Иркутск)     | Итого            | 5    | 0    | 0     | 0     | —         | —         | 5     | 0     |
| Динамо (Москва)      | 2005             | 0    | 0    | 0     | 0     | —         | —         | 0     | 0     |
| Динамо (Москва)      | 2007             | 27   | 0    | 5     | 0     | —         | —         | 32    | 0     |
| Динамо (Москва)      | 2008             | 11   | 0    | 0     | 0     | —         | —         | 11    | 0     |
| Динамо (Москва)      | 2009             | 28   | 0    | 2     | 0     | 4         | 0         | 34    | 0     |
| Динамо (Москва)      | 2010             | 22   | 1    | 2     | 0     | —         | —         | 24    | 1     |
| Динамо (Москва)      | 2011/12          | 39   | 0    | 6     | 0     | 0         | 0         | 45    | 0     |
| Динамо (Москва)      | 2012/13          | 25   | 1    | 3     | 0     | 2         | 0         | 30    | 1     |
| Динамо (Москва)      | 2013/14          | 29   | 2    | 0     | 0     | —         | —         | 29    | 2     |
| Динамо (Москва)      | 2014/15          | 9    | 0    | 1     | 0     | 4         | 0         | 14    | 0     |
| Динамо (Москва)      | Итого            | 190  | 4    | 19    | 0     | 10        | 0         | 219   | 4     |
| → Сибирь             | 2006             | 7    | 0    | 1     | 0     | —         | —         | 8     | 0     |
| → Сибирь             | Итого            | 7    | 0    | 1     | 0     | —         | —         | 8     | 0     |
| Ростов               | 2014/15          | 0    | 0    | 0     | 0     | 0         | 0         | 0     | 0     |
| Ростов               | Итого            | 0    | 0    | 0     | 0     | 0         | 0         | 0     | 0     |
| Спартак (Москва)     | 2015/16          | 14   | 0    | 1     | 0     | 0         | 0         | 15    | 0     |
| Спартак (Москва)     | Итого            | 14   | 0    | 1     | 0     | 0         | 0         | 15    | 0     |
| → Спартак-2 (Москва) | 2016/17          | 9    | 1    | 0     | 0     | 0         | 0         | 9     | 1     |
| → Спартак-2 (Москва) | Итого            | 9    | 1    | 0     | 0     | 0         | 0         | 9     | 1     |
| Ростов               | 2016/17          | 12   | 0    | 0     | 0     | 9         | 0         | 21    | 0     |
| Ростов               | Итого            | 12   | 0    | 0     | 0     | 9         | 0         | 21    | 0     |
| Рубин                | 2017/18          | 27   | 0    | 1     | 0     | 0         | 0         | 28    | 0     |
| Рубин                | 2018/19          | 14   | 0    | 4     | 0     | 0         | 0         | 18    | 0     |
| Рубин                | 2019/20          | 0    | 0    | 0     | 0     | 0         | 0         | 0     | 0     |
| Рубин                | Итого            | 41   | 0    | 5     | 0     | 0         | 0         | 46    | 0     |
| Олимп-Долгопрудный   | 2020/21          | 7    | 0    | 0     | 0     | 0         | 0         | 7     | 0     |
| Олимп-Долгопрудный   | Итого            | 7    | 0    | 0     | 0     | 0         | 0         | 7     | 0     |
| Всего за карьеру     | Всего за карьеру | 285  | 5    | 26    | 0     | 19        | 0         | 330   | 5     |

### В сборной
| №  | Дата            | Оппонент         | Счёт        | Голы Граната | Соревнование             |
| 1  | 6 сентября 2013 | Люксембург       | 4:1         | —            | Отборочные матчи ЧМ-2014 |
| 2  | 11 октября 2013 | Люксембург       | 4:0         | —            | Отборочные матчи ЧМ-2014 |
| 3  | 15 ноября 2013  | Сербия           | 1:1         | —            | Товарищеский матч        |
| 4  | 19 ноября 2013  | Республика Корея | 2:1         | —            | Товарищеский матч        |
| 5  | 6 июня 2014     | Марокко          | 2:0         | —            | Товарищеский матч        |
| 6  | 3 сентября 2014 | Азербайджан      | 4:0         | 1            | Товарищеский матч        |
| 7  | 9 октября 2014  | Швеция           | 1:1         | —            | Отборочные матчи ЧЕ-2016 |
| 8  | 12 октября 2014 | Молдова          | 1:1         | —            | Отборочные матчи ЧЕ-2016 |
| 9  | 18 ноября 2014  | Венгрия          | 2:1         | —            | Товарищеский матч        |
| 10 | 23 марта 2018   | Бразилия         | 0:3         | —            | Товарищеский матч        |
| 11 | 27 марта 2018   | Франция          | 1:3         | —            | Товарищеский матч        |
| 12 | 30 мая 2018     | Австрия          | 0:1         | —            | Товарищеский матч        |
| 13 | 1 июля 2018     | Испания          | 1:1(п. 4:3) | —            | Финальные матчи ЧМ-2018  |

Итого: 13 матчей / 1 гол; 7 побед, 3 ничьи, 3 поражения.

## Достижения

### Командные
«Динамо» (Москва)
- Бронзовый призёр: 2008
- Финалист Кубка России: 2011/12

### Личные
- Почётная грамота Президента Российской Федерации (27 июля 2018 года) — за большой вклад в развитие отечественного футбола и высокие спортивные достижения[29]
- В списке 33 лучших футболистов чемпионата России (2): № 3 (2011/12, 2013/14)